# PALplus
PAL+ is een uitbreiding op het oudere PAL-televisiesysteem waardoor televisiebeelden die in breedbeeld worden uitgezonden vertoond kunnen worden zonder dat er verticale resolutie verloren gaat.
Een gewone PAL-tv laat de beelden in 16:9 letterbox met een resolutie van 768×432i zien, met boven en onder zwarte balken. Bij PAL+ worden die zwarte balken gebruikt om extra informatie mee te sturen in het televisiesignaal zodat een speciale PAL+-televisie daarmee weer een resolutie van 1.024×576p kan creëren. Oplettende kijkers kunnen een PAL+-uitzending op een gewone televisie herkennen aan "schimmen" in de zwarte balken. PAL+-tv's herkennen een PAL+-uitzending aan een speciaal signaal dat wordt meegezonden.

## Nederland
In Nederland is PAL+ nooit populair geworden door digitale tv en is het uitzenden van PAL+-beelden in 2005 gestaakt. Per 2007 zijn alle Nederlandse omroepen gezamenlijk overgestapt op 16:9 anamorf (DVB) en 16:9 Full Frame (analoog).

## België
In België werd eerder dan in Nederland overgeschakeld naar breedbeeld. Daarvoor werd gebruikgemaakt van PAL+.
Voornamelijk zond VRT nieuwsprogramma's, nieuwe films en series DVB meestal uit in PAL+.
PAL+ bleef in België enkel nog van kracht bij analoge televisie. Bij digitale tv (DVB) stopte men daar in november 2008 mee en ging men conform de Europese standaarden over naar 16:9 Anamorphic.